# Социјална филозофија
Социјална филозофија је грана филозофије која се бави проучавањем социјалних аспеката људског живота.  Социјална филозофија обухвата теме као што су: индивидуализам, слободна воља, ауторитет, идеологија, друштвене класе, експлоатација, друштвена моћ, својина, људска права, закон, анархизам и друго.
Социјална филозофија настоји да разуме обрасце, промене и тенденције развоја различитих друштава. Пошто је ова област проучавања доста широка, социјална филозофија обухвата више субдисциплина, међу којима су најважније политичка филозофија и филозофија права. Филозофија језика и социјална епистемологија су области које се у извесној мери преклапају са социјалном филозофијом.

## Поддисциплине
Често постоји значајно преклапање између питања којима се бави друштвена филозофија и етика или теорија вредности. Други облици социјалне филозофије укључују политичку филозофију и јуриспруденцију, који се у великој мери баве друштвима државе и владе и њиховим функционисањем.
Друштвена филозофија, етика и политичка филозофија деле интимне везе са другим дисциплинама друштвених наука. Заузврат, саме друштвене науке су од фокусног интереса за филозофију друштвених наука.

## Релевантна питања
Неке теме којима се бави друштвена филозофија су:
- Агенција[17] и слободна воља
- Воља за моћ[18]
- Одговорност[19][20]
- Говорни чинови[21]
- Ситуациона етика[22][23]
- Модернизам и постмодернизам
- Индивидуализам
- Гомиле[24]
- Имовина
- Права
- Ауторитет[5][6]
- Идеологије
- Културна критика[25][26]